# Periophthalmus magnuspinnatus
Periophthalmus magnuspinnatus är en fiskart som beskrevs av Lee, Choi och Ryu, 1995. Periophthalmus magnuspinnatus ingår i släktet Periophthalmus och familjen smörbultsfiskar. Inga underarter finns listade i Catalogue of Life.